# Philonotis laeviuscula
Philonotis laeviuscula är en bladmossart som beskrevs av Hugh Neville Dixon 1922. Philonotis laeviuscula ingår i släktet källmossor, och familjen Bartramiaceae. Inga underarter finns listade i Catalogue of Life.